# Бекетова, Елизавета Григорьевна
Елизаве́та Григо́рьевна Беке́това (декабрь 1834, Оренбург — 1 (14) октября 1902, Санкт-Петербург) — русская переводчица; дочь путешественника Г. С. Карелина, мать переводчицы и поэтессы Е. А. Бекетовой, переводчицы и поэтессы М. А. Бекетовой, переводчицы А. А. Кублицкой-Пиоттух, бабушка А. А. Блока.

## Биография
Образование получила самостоятельно. В 1854 году вышла замуж за ботаника и публициста А. Н. Бекетова. В семье поддерживала интерес к литературе. Оказала влияние на становление художественных вкусов Блока. Свободно владела основными европейскими языками.

## Переводческая деятельность
С 1850-х занималась переводческой деятельностью. Первыми крупными публикациями стали переводы романов «Даниэлла» Жорж Санд и «Хижина дяди Тома» Г. Бичер-Стоу, вышедшие приложениями к журналу «Русский вестник» в 1857 году. Перевела «Мери Бертон» Э. Гаскелл («Время», 1861; № 4—9), «Даниэль Деронда» Дж. Элиот (Санкт-Петербург, 1877), «Путешествие вокруг света на корабле „Бигль“» Чарльза Дарвина (Санкт-Петербург, 1865; многократно переиздавались).
Свою переводческую деятельность активизировала в 1890-е годы. В приложении к журналу «Вестник иностранной литературы» под редакцией А. Н. Энгельгардта были изданы её переводы книг Г. М. Стэнли «В дебрях Африки» (1892) и «Мои чернокожие спутники и диковинные их рассказы» (1894), роман М. Деленд «Сидни» (1895). Для изданий Г. Ф. Пантелеева переводила произведения Вальтера Скотта, Чарльза Диккенса, Виктора Гюго, Оноре де Бальзака, Оливера Голдсмита, Уильяма Теккерея, А. Р. Лесажа, Ф. Брет Гарта, Ги де Мопассана, «Сентиментальное воспитание» Гюстава Флобера.
Незадолго до смерти составила также популярные очерки об английских механиках Г. Иодслее, Дж. Стефенсоне и Р. Стефенсоне, Дж. Несмите в книге «Герои труда. Ряд биографий, составленных по Смайльсу и другим. Под редакцией Елизаветы Бекетовой» (Санкт-Петербург, 1902); авторы других биографий в книге — М. А. Бекетова (Христофор Колумб и Авраам Линкольн) и А. А. Кублицкая-Пиоттух (М. В. Ломоносов).
Скончалась 1 (14) октября 1902 года в Санкт-Петербурге. Была похоронена на Смоленском православном кладбище, в 1944 году её прах перезахоронили на Литераторских мостках Волковского кладбища.
Некоторые переводы Бекетовой продолжали переиздаваться в 1950-х и 1960-х годах, например, сокращённый перевод «Давида Копперфильда» Диккенса, «Айвенго» Вальтера Скотта, а в 2008 году санкт-петербургское издательство «Лениздат» заново выпустило её перевод записок Дарвина.